# ميخائيل جي. بربور
ميخائيل جي. بربور (بالإنجليزية: Michael G. Barbour)‏ هو عالم نبات أمريكي، ولد في 1942.